# ماریو پیندو
ماریو پیندو (اسپانیایی: Mario Pinedo‎؛ زادهٔ ۹ آوریل ۱۹۶۴) بازیکن فوتبال اهل بولیوی بود.
از باشگاه‌هایی که در آن بازی کرده‌است می‌توان به باشگاه فوتبال بلومینگ اشاره کرد.
وی همچنین در تیم ملی فوتبال بولیوی بازی کرده‌است.